# NGC 7054
NGC 7054 is een niet-bestaand object in het sterrenbeeld Zwaan. Het hemelobject werd in 1872 ontdekt door de Franse astronoom Édouard Jean-Marie Stephan.